# William Hayward Pickering

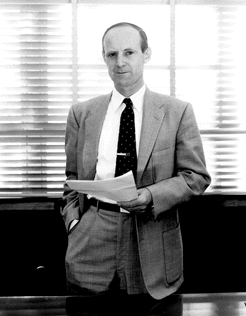
William H. Pickering

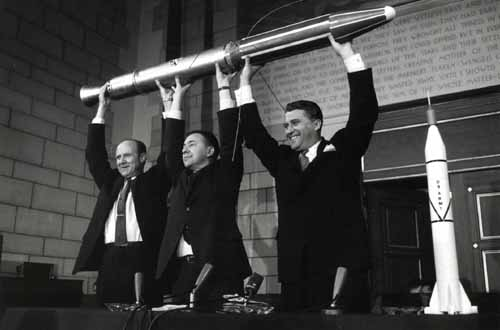
Pickering (links), James Van Allen und Wernher von Braun mit dem Explorer 1

William Hayward Pickering  (* 24. Dezember 1910 in Wellington; † 15. März 2004) war ein neuseeländisch-US-amerikanischer Weltraumpionier. Von 1954 bis 1976 war er Direktor des Jet Propulsion Laboratory (JPL).
Pickering studierte an der University of Canterbury und am Caltech, an dem er 1936 in Physik promoviert wurde. Anfangs befasste er sich mit Experimenten zur Kosmischen Höhenstrahlung, die damals als Beschleunigerersatz für die Beobachtung von Elementarteilchen diente. Er unternahm Ballonexperimente mit Robert Millikan und entwickelte die Elektronik für Nebelkammer-Detektoren. Das führte auch zur Zusammenarbeit mit Carl D. Anderson, der mit der von Pickering entwickelten Elektronik das Positron entdeckte.
Die Beschäftigung mit Elektronik und Telemetrie führte ihn zur Weltraumforschung. Er war am Caltech ab 1936 und ab 1944 am JPL. 1947 wurde sein Frequenzmodulations-Telemetriesystem zum Standard für die Kommunikation mit Raketen. 1947 leitete er das JPL-Team, das aus der WAC-Corporal-Forschungsrakete die militärische Ballistische Rakete „Bumper“ machte. 1954 wurde er Direktor des JPL am Caltech. Am 31. Januar 1958 startete seine Gruppe mit Explorer 1 den ersten künstlichen Satelliten der USA. Im selben Jahr wurden die Weltraumprojekte des JPL der NASA übertragen und Pickering leitete dort die Explorer 3- und Pioneer-Missionen, die Ranger- und Surveyor-Missionen zum Mond und einige Mariner-Missionen zu Mars und Venus. Zur Zeit seines Ruhestands war die Voyager-Mission in Vorbereitung.
1975 wurde Pickering ehrenhalber als Knight Commander des Order of the British Empire ausgezeichnet. 1996 erhielt er die Magellanic Premium, 1972 die IEEE Edison Medal, 1975 die National Medal of Science und 1994 den Japan-Preis. Er war zweimal auf dem Cover des Time Magazine abgebildet. 1996 wurde der Asteroid (5738) Billpickering nach ihm benannt. 2010 wurde ein Berggipfel in den Kepler Mountains im Fiordland National Park in Neuseeland nach ihm benannt. Er war Mitglied der National Academy of Engineering, 1962 wurde er in die National Academy of Sciences, 1964 in die American Academy of Arts and Sciences gewählt. Neben der neuseeländischen hatte er die US-amerikanische Staatsbürgerschaft.